# Небезпечні пригоди Поліни (фільм, 1947)
Небезпечні пригоди Поліни (англ. The Peril of Pauline) — американська біографічна комедія режисера Джорджа Маршалла 1947 року.

## Сюжет
Молода і життєрадісна Перл Вайт ні хвилини не може прожити без музики, співу і танців. Працюючи з ранку до вечора в швейному ательє, вона мріє про театр. Одного разу їй випадає шанс реалізувати свої мрії: клієнтка ательє, актриса Джулія Гіббс, приводить її в театр, а потім і на зйомки кіносеріалу «Поневіряння Поліни».

## У ролях
- Бетті Гаттон — Перл Вайт
- Джон Ланд — містер Майкл «Майк» Фаррингтон
- Біллі Де Волф — містер Тіммі Тіммонс
- Вільям Демарест — Джордж «Maк» МакГуайр
- Констанс Кольєр — Джулія Гіббс
- Френк Фейлен — містер Джо Гурт
- Вільям Фарнум
- Честер Конклін
- Пол Панцер
- Снуб Поллард
- Джеймс Фінлейсон
- Генк Манн
- Джин Екер